# Jean Häggman
Jean Häggman, född 1 november 1888 i Ljusdal, död 9 juni 1952 i Helsingborg, var en svensk lärare, historiker och kommunalpolitiker.
Jean Häggman var son till folkskolläraren Johan Adolf Häggman. Efter mogenhetsexamen vid Fjellstedtska skolan i Uppsala 1909 blev han student vid Uppsala universitet och avlade en filosofie kandidatexamen 1909 och filosofisk ämbetsexamen 1912. Under de fortsatta studierna arbetade Häggman som lärarvikarie och blev filosofie licentiat 1921 och filosofie doktor 1922. Doktorsavhandlingen behandlade frihetstidens försvarspolitik, och rönte mycken uppskattning. Även under de kommande decennierna utgav Häggman ett flertal historiska arbeten. 1924-1931 var han lektor i modersmålet och historia vid Högre allmänna läroverket i Härnösand. Under sin tid i Härnösand var han ledamot av domkapitlet där 1925-1931, ledamot av stadsfullmäktige 1927-1931 och ordförande i drätselkammaren 1929-1930. Häggman var 1931-1952 lektor i modersmålet och historia med samhällslära vid Hälsingborgs högre allmänna läroverk för gossar 1931-1952 och under sin tid där ordförande i styrelsen för fyrstadsvalkretsens liberala valkretsförbund, förste vice ordförande i Folkpartiets valkretsförbund 1934-1944, ordförande i Folkpartiets lokalavdelning i Helsingborg 1934-1950, tryckfrihetsombud i Malmöhus län 1935-1952, vice ordförande i Finlandshjälpens lokalavdelning, ordförande i Norgehjälpens lokalavdelning från 1942, ledamot av stadsfullmäktige 1942-1952, ledamot och sekreterare av styrelsen för föreningen Nordens lokalavdelning 1943.1952 och ledamot av drätselkammaren 1948-1952.